# Unduavi-Zwergbeutelratte
Die Unduavi-Schlankbeutelratte (Cryptonanus unduaviensis) ist eine Beuteltierart, die im bolivianischen Tiefland und im Norden von Paraguay (Departament Alto Paraguay) vorkommt. Ihren Namen bekam sie nach ihrer Terra typica am Rio Unduavi.

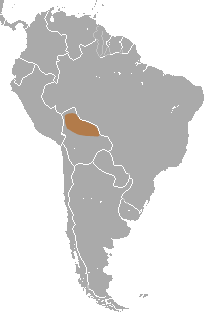
Verbreitungsgebiet

## Beschreibung
Die Tiere erreichen eine Kopfrumpflänge von 8,6 bis 12,1 cm, haben einen 11,2 bis 13,5 cm langen Schwanz und erreichen ein Gewicht von 15 bis 40 g. Der graubraune Schwanz ist damit etwa 20 % länger als Kopf und Rumpf zusammen. Das Rückenfell und die Kopfoberseite sind graubraun bis rötlich, entlang der Mittellinie des Rückens dunkler und an den Körperseiten heller. Auch das Gesicht ist etwas heller. Rund um die Augen finden sich schmale, dunkle Ringe. Die Unterseite des Körpers ist weißlich bis orange mit einem schmalen weißen Streifen in der Mitte der Brust. Das Fell ist lang. Die Füße sind schmal. Bei älteren Männchen ist der Mittelfuß mit Tuberkeln besetzt. Weibchen haben keinen Beutel. Die Anzahl der Zitzen ist unbekannt.

## Lebensraum und Lebensweise
Der Lebensraum der Unduavi-Schlankbeutelratte besteht aus feuchtem, jahreszeitlich überflutetem Grasland und Marschen. Über die Lebensweise, das Verhalten, die Ernährung der Tiere und ihr Fortpflanzungsverhalten ist bisher nichts bekannt.
Über den Bestand und den Gefährdungsgrad der Unduavi-Schlankbeutelratte macht die IUCN keine Angaben, da weder das genaue Verbreitungsgebiet bekannt ist noch Angaben über den Bestand der Art gemacht werden können.

## Belege
1. 1 2 3 4  Diego Astúa: Family Didelphidae (Opossums). in Don E. Wilson, Russell A. Mittermeier: Handbook of the Mammals of the World – Volume 5. Monotremes and Marsupials. Lynx Editions, 2015, ISBN 978-84-96553-99-6. Seite 170.